# HD 6434
HD 6434 (Nenque) – gwiazda w gwiazdozbiorze Feniksa. Jest oddalona od Słońca o 138 lat świetlnych. W 2000 roku odkryto planetę HD 6434 b (Eyeke) krążącą wokół tej gwiazdy.
Jest to żółta gwiazda typu G podobna do Słońca, jednak mniejsza (0,57 R☉) i młodsza (3,8 miliarda lat). Jej duża odległość (ponad 130 lat świetlnych) nie pozwala na dostrzeżenie jej gołym okiem - ma ona za małą wielkość obserwowaną; można ją obserwować za pomocą lornetki.

## Nazwa
Gwiazda ma nazwę własną Nenque, oznaczającą „Słońce” w języku indian z plemienia Waorani. Nazwa została wyłoniona w konkursie zorganizowanym w 2019 roku przez Międzynarodową Unię Astronomiczną w ramach stulecia istnienia organizacji. Uczestnicy z Ekwadoru mogli wybrać nazwę dla tej gwiazdy. Spośród nadesłanych propozycji zwyciężyła nazwa Nenque dla gwiazdy i Eyeke dla planety.